# Toshio Sakurai
Toshio Sakurai (桜井 敏郎 Sakurai Toshio?) fue un compositor que trabajó en Bemani en GuitarFreaks & DrumMania desde GUITARFREAKS hasta GUITARFREAKS 9thMIX & drummania 8thMIX. Toshio produjo un pequeño número de canciones para la misma franquicia, varias de ellas incluyendo a Thomas Howard Lichtenstein. Él también fue el director de sonido de drummania.
Toshio Sakurai dejó Konami a principios del año 2000. Actualmente forma parte del grupo musical SAFETY SHOES. Sin embargo, eso no impidió seguir colaborando en Bemani.

## Música principal
La siguiente lista muestra las canciones que fueron creadas por el mismo autor y también con los artistas que trabajó para su elaboración:

### Dance Maniax
- Dance Maniax
  - GET IT ALL

### GuitarFreaks & DrumMania
- GUITARFREAKS POP
  - Cutie pie

- drummania
  - Cutie Pie DM mix
  - Depend on me
  - D.M."POWERFUL"MIX
  - Eyes of kids
  - Good times
  - Heaven is a '57 Metallic Gray
  - I think about you
  - Ska Ska No.1

- GUITARFREAKS 2ndMIX Link Version
  - USED CARS

- GUITARFREAKS 3rdMIX & drummania 2ndMIX
  - BREAK OUT
  - COSMIC COWGIRL
  - MIDNIGHT SPECIAL
  - P.P.R.
  - SAY WHAT YOU MEAN
  - STOP SPINNING ME IN CIRCLES

- GUITARFREAKS 3rdMIX
  - 1175

- drummania 2ndMIX
  - バンビーナ
  - ANARCHY IN THE U.K.
  - I ONLY WANT TO BE WITH YOU
  - VIRTUAL INSANITY

- GUITARFREAKS 4thMIX & drummania 3rdMIX
  - NEWSPAPER
  - P.P.R. (Long Version)
  - YOU OUGHTA KNOW
  - YOU ELEVATE ME

- GUITARFREAKS 5thMIX & drummania

4thMIX
- - CASSANDRA
  - DEPEND ON ME (New Ver.)
  - DEPEND ON ME(Long Version)
  - NEWSPAPER (Vocal ver.)
  - Orange Jet Stream
  - ありがとね。

- GUITARFREAKS 7thMIX & drummania 6thMIX
  - pot-pourri d'orange

- - GUITARFREAKS 9thMIX & drummania 8thMIX
  - Out of breath